# Chantepérier
Chantepérier é uma comuna francesa na região administrativa de Auvérnia-Ródano-Alpes, no departamento de Isère. Estende-se por uma área de 81.40 km². Em 2010 a comuna tinha 202 habitantes (densidade: 2,5 hab./km²).
Foi criada em 1 de janeiro de 2019, a partir da fusão das antigas comunas de Chantelouve (sede da comuna) e Le Périer.